# GRC.UA
GRC.UA — кадровий портал, створений у травні 2004 р з назвою HeadHunter Україна, як дочірня компанія HeadHunter. У 2018 році 100% акцій компанії викупили громадяни України генеральный директор Марина Маковій та директор з розвитку бізнесу Юрий Кострикін, раніше поділюючі на двох 49% компанії. Наразі компанія повністю належить українським акціонерам та знаходиться під 100% управлінням українського менеджменту. Щодня за допомогою grc.ua тисячі шукачів знаходять роботу. grc.ua для тих, хто знаходиться на перших сходинках кар'єри на її старті, амбітних спеціалістів, фахівців рідкісних спеціалізацій та топових професіоналів. На job-порталі grc.ua понад 60 000 роботодавців щодня розміщують більш ніж 20 000 вакансій. Свої резюме розмістили 1 707 303 спеціалістів які шукають роботу.
Для кожного grc.ua – це тисячі нових можливостей, сотні пропозицій найкращих роботодавців та десятки вакансій, які чекають ваших відгуків.

## Послуги
- Рекрутинг (доступ до бази резюме, публікація вакансій у 28 сферах);
- Просування бренда роботодавця;
- Дослідження для HR;
- Executive Search (входить в міжнародну асоціацію IRC Global Executive Search Partners);
- Outplacement;
- Дослідження рівня заробітних плат.

## Проєкти
Окрім основних послуг, в екосистему компанії входять такі експертні та навчальні проєкти:
- «Премія HR-бренд Україна» — конкурс HR-кейсів. Премія вручається в чотирьох традиційних номінаціях («Столиця», «Регіон», «Україна», «Світ»). Також кожного року створюється ряд спеціальних номінацій. Серед переможців різних років були: Deloitte, Mars, SoftServe, AXA, Національний банк України, Lifecell, Юрія-Фарм, 1+1 Медіа, Comfy, EVA, Watsons, Vodafone, Ашан та ін.
- «HRD-середа» — діловий сніданок для HR-директорів[джерело?].
- «Рекруторія»[1] — освітній проєкт для HR-спеціалістів, побудований на методі кейсів, або case-study.
- TalentON[2] — освітній проєкт для пошукачів, спрямований на підвищення кар'єрної грамотності та формування навичок пошуку роботи. У 2019 році проєкт посів третє місце[3] у номінації «Кращий освітній проект, спрямований на сприяння працевлаштуванню або розвиток соціального підприємництва» у загальноукраїнському конкурсі кращих проектів у сфері освіти дорослих, який проводиться Українською асоціацією освіти дорослих та Представництвом DVV International в Україні.

## Історія
У 2004 році розпочало роботу українське представництво Групи компаній HeadHunter — HeadHunter Україна. Спеціалізацією порталу був пошук спеціалістів на посади середнього та вищого рівня менеджменту серед так званих «білих комірців» — працівників розумової праці, службовців, працівників апарату управління, менеджерів, інженерно-технічного персоналу.
У 2006 році було сформовано консалтинговий центр всередині HeadHunter Україна, який проводив дослідження зовнішнього та внутрішнього бренда роботодавця.
У 2011 започаткована «Премія HR-Бренд Україна» — незалежна щорічна премія за найбільш успішні проєкти з розвитку бренда роботодавця.
У 2015 було сформовано відділ Executive Search, який наразі входить в міжнародну асоціацію IRC Global Executive Search Partners.
У 2016 започатковано освітній проєкт для HR-спеціалістів «Рекруторія».
У 2017 запроваджено «Рейтинг роботодавців» — щорічне дослідження серед пошукачів щодо критеріїв вибору роботи та працедавця та найбільш привабливих з їх точки зору компаній у загальному, галузевому та регіональному розрізах.

## Ребрендинг
У травні 2019 було змінено назву з HeadHunter Україна на Grc,ua.
У травні 2020 року відбулись переїзд порталу на нове доменне ім'я (grc.ua) та остаточний ренеймінг компанії.